# Gun Hägglund
Gun Hägglund, de son vrai nom Karin Gunvor Sjöblom Hägglund, née le 2 mars 1932 et décédée le 19 août 2011, est une personnalité de la télévision suédoise. Elle est la première femme à présenter un journal télévisé en Suède.